# Homogeneidad de las especies
La homogeneidad de las especies describe la frecuencia o rareza de una especie; requiere conocer la abundancia de cada especie en relación con la de las demás especies de la comunidad. Los valores de abundancia pueden ser difíciles de obtener. Los recuentos basados en el área, los métodos de distancia y los estudios de marcado y recaptura son las tres categorías generales de métodos para estimar la abundancia.
La uniformidad de especies se combina con la riqueza de especies (el número de especies de la comunidad) para determinar la diversidad de especies, que es una medida importante de la estructura de la comunidad. A su vez, la estructura de la comunidad proporciona la base cuantitativa necesaria para crear hipótesis y experimentos que ayuden a comprender mejor el funcionamiento de las comunidades.
Para demostrar la contribución de la riqueza y la homogeneidad de especies a la diversidad de especies, consideremos el siguiente ejemplo hipotético, en el que hay dos comunidades de praderas, cada una de las cuales contiene cuatro especies de mariposas. Por tanto, ambas comunidades tienen la misma riqueza de especies de mariposas, pero su uniformidad difiere. En la comunidad A, una de las especies constituye el 80% de los individuos de la comunidad, mientras que las tres especies restantes comprenden sólo el 20% de los individuos de la comunidad. Por lo tanto, la comunidad A tiene una baja uniformidad de especies. En la comunidad B, el número de individuos se divide por igual entre las cuatro especies (25% cada una), por lo que la homogeneidad de especies en la comunidad B es alta. Por lo tanto, al comparar las dos comunidades, aunque cada una tiene la misma riqueza de cuatro especies, la comunidad B tiene una mayor diversidad de especies porque tiene una mayor uniformidad de especies.
El índice de Shannon es la forma más utilizada para determinar cuantitativamente la diversidad de especies, H, modelada por la siguiente ecuación:
{\displaystyle H=-\sum _{i=1}^{S}{p_{i}}\ln {(p_{i})}}
El índice de Shannon tiene en cuenta tanto la uniformidad como la riqueza de especies, representadas por las variables pi y s, respectivamente. El valor más bajo posible de H es cero, y cuanto mayor sea el valor H de una comunidad, mayor será su diversidad de especies. Si se calcula para cada una de las dos hipotéticas comunidades de mariposas descritas anteriormente, el valor más bajo del índice de Shannon (H) pertenecería a la comunidad A, confirmando así matemáticamente que esta comunidad tiene una diversidad de especies menor que la comunidad B. Además, dado que ambas comunidades tienen la misma riqueza de especies, es la menor uniformidad de especies de la comunidad A la que impulsa la diferencia en la diversidad de especies.